# Свети Георги (хълм)
Свети Георги (на гръцки: Λόφου Αγίου Γεωργίου) е хълм, разположен на 600 m северно от град Кукуш, Гърция. От хълма има прекрасна гледка към Кукуш, като се вижда дори и Дойранското езеро.
В центъра на хълма е разположена възрожденската църква „Свети Георги“. В югозападната част на хълма има и красива пещера със следи от праисторически живот, а в южната му част е изграден открит театър.
В 1994 година хълмът е обявен за защитена археологическа местност.